# ランブリング・レコーズ
ランブリング・レコーズ (Rambling RECORDS) は、日本のレコード会社。
インディーズ・レーベルとして、洋画のサウンドトラックのCD再発などを長く手がける。
2013年2月1日、日本レコード協会に準会員として加入した。
経営者へのインタビューによれば、「衣食住プラス音楽を!!」を経営理念に、ライフスタイルに浸透した、レコード店以外でも扱うような音楽の提供を目指すとされている。

## おもなリリース
- 映画「血の記憶」サウンドトラック（2004年） - 映画「血の記憶 (Sangue vivo)」のOfficina Zoè によるサウンドトラック[4]
- エミリー・シモン / エミリー・シモン（2005年）[5]
- STARFLYER compiled mixed（2007年） - スターフライヤーとの提携で制作されたステファン・ポンポニャック選曲によるハウス・ミュージックのコンピレーション[6]
- Music for Narita Airport（2009年） - 成田空港のBGMとして制作された沖野修也選曲によるクラブ・ジャズのコンピレーション[7][8]
- カロ・エメラルド (Caro Emerald) / ザ・ショッキング・ミス・エメラルド (The Shocking Miss Emerald)[9]
- 畠山美由紀 / 歌で逢いましょう（2013年） - 昭和の演歌、歌謡曲のカバーを中心としたアルバム[10]